# Model Bismarck

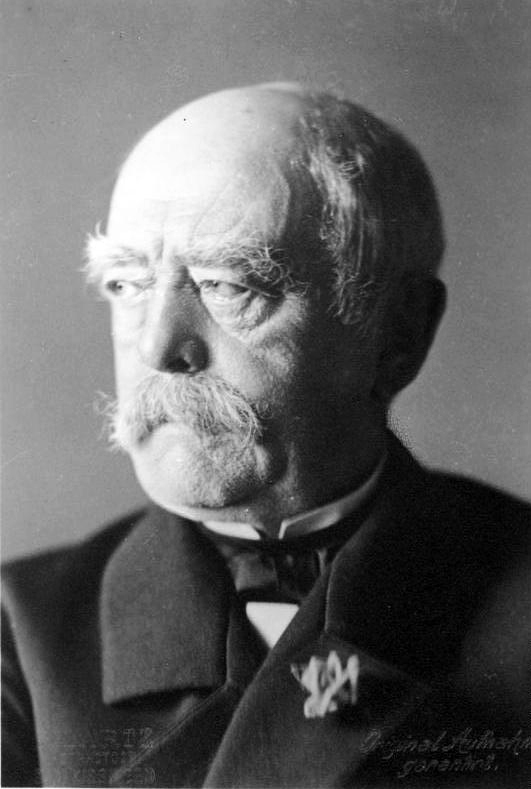
Otto von Bismarck

El Model Bismarck (també conegut com a Model de Seguretat Social de Salut) és un sistema d'atenció mèdica limitat, en el qual les persones paguen una tarifa a un fons que al seu torn paga les activitats d'atenció mèdica, que poden ser donades per institucions estatals, altres institucions governamentals. institucions de propietat de l'organisme, o institucions privades. El primer model Bismarck va ser establert per Otto von Bismarck en 1883 i va centrar el seu esforç a brindar cures als treballadors i les seves famílies. Des de l'establiment del primer Model Beveridge en 1946, on l'enfocament era brindar atenció mèdica com un dret humà per a tots amb finançament a través d'impostos, gairebé tots els sistemes de Bismarck es van tornar universals i l'Estat va començar a proporcionar assegurances o contribucions als qui no ho podien pagar.

## Exemples
Estats com Alemanya, Àustria, Suïssa i la República Txeca tenen el model d'atenció mèdica de Bismarck, mentre que Estats com Corea del Sud i els Països Baixos, encara que tenen un segur estatal bàsic, tenen una presència privada molt més forta d'atenció mèdica i assegurances.
A Europa, països com França, Hongria i Eslovàquia, encara que teòricament tenen el sistema Beveridge, tenen algun grau de política de Bismarck en les seves lleis. Alguns a Itàlia argumenten que el sistema sociosanitari llombard, que prescriu la igualtat entre el sector públic i el privat i el pagament per acompliment, té algunes característiques típiques d'un sistema Bismarck.

## Avantatges
Els estudis mostren que la introducció del sistema Bismarck a Alemanya va conduir a una caiguda significativa de la mortalitat.

## Crítiques
Atès que en el sistema de salut de Bismarck el finançament principal són les contribucions, les persones en situació de pobresa no poden pagar i obtenen una cobertura limitada. En alguns països, com Suïssa, el cost de l'assegurança és alt i continua creixent, la qual cosa porta al fet que part de la població estigui sobreasegurada.
Una altra crítica és que, atès que a les institucions se'ls paga per acompliment, algunes localitats aïllades poden tenir poca cobertura hospitalària.